# 항공전
항공전(航空戰, 영어: aerial warfare)은 전투기 혹은 하늘을 나는 전투용 기계를 이용해 전쟁을 치르는 것으로, 베를린 봉쇄 때로 대표되는 공중 보급도 이에 포함된다. 전력을 쓰지 않는 관찰용 열기구가 18세기에 발명된 이후, 항공전은 온갖 테크놀로지가 부딪치는 현장이 되었으며, 공중 추진, 레이다, 그리고 탄소 섬유 등 여러 기술이 개발이 되는 계기를 마련하였다.

## 기구 전쟁

### 고대 중국
대략 2-3세기 때, 원시적인 열기구인 공명등이 중국에서 발명되어 군사 통신을 위해 사용되었다..

### 유럽
초기 항공전에 있어 몇몇 전쟁에서는 기구가 사용되었다. 일례로, 프랑스 항공 군단 (French Aerostatic Corps)은 1794년 플뢰뤼스 전투에서 밧줄로 고정한 기구 랑트르프르낭 (L'entreprenant)을 사용하여 적을 정찰하였고, 이는 전투의 결과에 결정적인 영향을 끼쳤다.
기구에는 여러 단점들이 있었다. 하나로, 안개가 끼거나 바람이 세게 부는 등 날씨가 나쁘면 뜰 수 없었다. 특히 바람에 큰 영향을 받았으며, 크기가 커 쉽게 적의 목표물이 되기도 하였다..

### 남북 전쟁

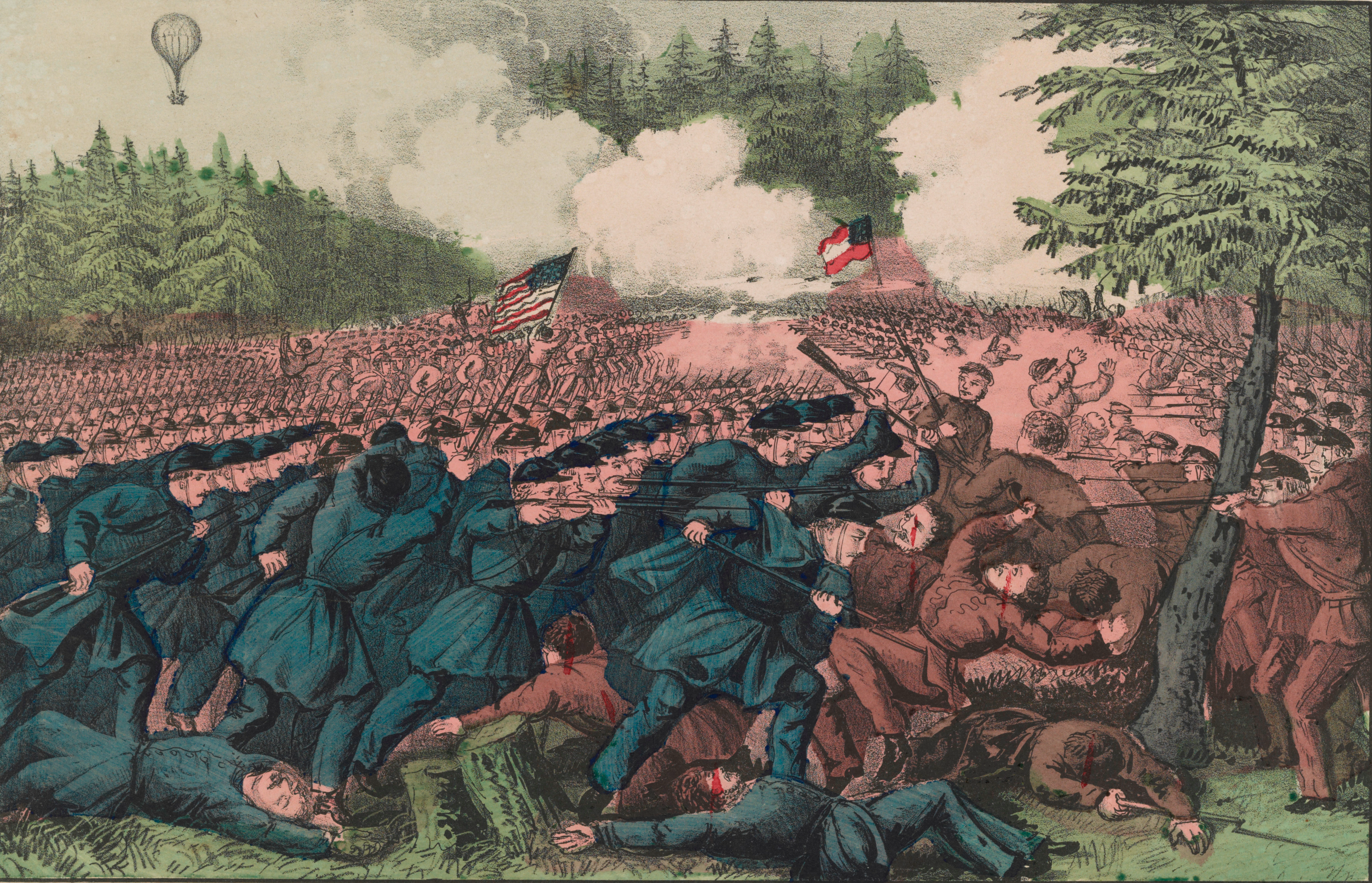
페어오크스 전투의 한 장면. 로우의 기구가 뒤에 보인다

#### 북부 연방의 기구 군단
미국의 남북 전쟁은 항공학이 유용하게 쓰인 최초의 전쟁이라 할 수 있다.. 새디어스 로우 (Thaddeus Lowe)는 특히 북부 연방에서 기구 군단을 사용하여 눈에 띄는 활약을 펼쳤다. 1861년 6월 새디어스 로우는 과학자/기구 연구자로서의 직장을 버리고, 항공전의 가능성에 대해 관심을 보이던 링컨 대통령의 밑에서 기구 조종사로써 일하게 되었다. 워싱턴 DC에서 로우는 링컨 대통령에게 그의 기구 “엔터프라이즈”로 지상으로 전보를 보내는 시범을 보였는데, 이는 그를 곧 지형학 기술 분야의 사령관의 자리에 앉게 하였다.; 처음에는 기구가 더 정확한 지도 제작에 도움이 될 거라고 믿어졌다.
로우의 첫 활약은 1861년 7월 제1차 불런 전투에서 어빈 맥도웰과 포토맥 대군단과 함께 이루어졌다. “엔터프라이즈”는 남부 동맹군의 기지 위를 날아다니면서 자유로이 그들을 관찰하였다..
또다른 시범은, W. F. 스미스 장군에 의해 코코란 기지로 부름을 받아 이루어졌다. 로우는 버지니아 폴스 교회에 있는 적군의 기지를 발견할 수 있도록 주어진 고도까지 올라갔다.. 깃발 신호를 이용하여 그는 수면을 취하고 있던 적군 기지 쪽을 사격할 수 있도록 방향을 제시하였다. 그 당시 장군의 말에 따르면, “기구에서 보낸 신호는 사격수들이 보이지도 않고 흩어져있는 목표물을 정확성 있게 공격할 수 있게 해주었다.”
10월이 되자, 로우는 공중 정찰에 쓰기 위해 휴대용 수소가스 발생기를 가진 네 개의 열기구를 만들게 되었다. 다른 여러 미국 기구 전문가들과 함께 그는 연방군 기구 군단을 창설하여 용병으로 활동하였다. 스파이는 적군에 의해 엄중히 처벌되는 행위였으므로, 로우는 항상 밧줄로 고정한 기구를 사용하게 하였다. 그로 인해 고도를 5.5 km 정도로 유지하여 안전하면서도 광범위한 전장 관찰이 가능하였다.
로우는 7가지의 기구를 만들었다. 그의 첫 제작품 “이글” (Eagle), 조금 더 작은 기구 “콘스티튜션” (Constitution), 그 자매 기구라 할 수 있는 “워싱턴” (Washington), 크기는 좀 더 크면서 로우가 가장 맘에 들어했던 “인트레퍼드” (Intrepid)와 그 자매 기구 “유니언” (Union), 그리고 실제로는 사용된 적이 없던 “익셀시어” (Excelsior)와 “유나이티드 스테이츠” (United States) 등이 있다.
동맹군이 리치먼드 쪽으로 계속 후퇴하면서, 반도 전역이 벌어졌다. 반도의 우거진 삼림 때문에, 기구는 제기능을 하기가 힘들었다. 로우는 기구를 띄울 수 있게 개조된 석탄선 “조지 워싱턴 파크 커스티스”에 배정되었다. 기구들과 가스 생산기가 태워져 포토맥 쪽으로 운반되었으며, 거기서 반도의 정찰이 계속되었다. 커스티스는 포먼키 강을 따라 올라갔으며, 그곳에서 로우는 맥클레런 장군의 군대와 재회하였다.

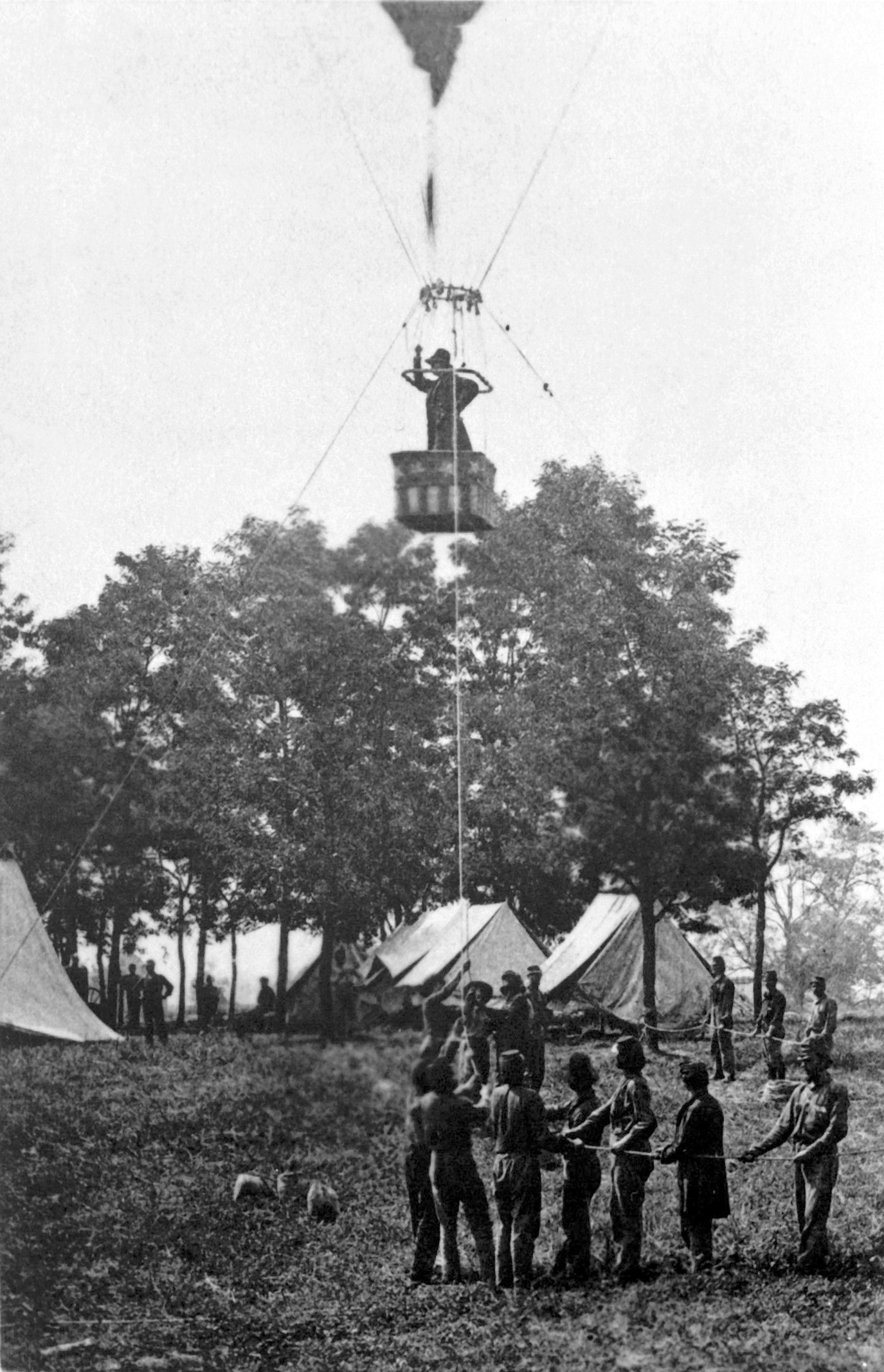
페어오크스 전투를 관찰하러 “인트레퍼드”를 타고 올라가는 중인 로우 교수

로우의 가장 극적인 조치는 페어오크스 전투에서 이루어졌는데, 이곳에서 그는 부대에서 떨어져있던 하인츨만 장군을 되찾아나선 로버트 리 장군의 부대의 동향을 살폈다. 메카닉스빌과 게인스 팜에 위치해있던 두 기구 캠프에서, 로우는 하루에 두 번씩 10km를 왕복하면서 정찰 보고를 하였다. 맥클레런 장군은 적군이 매복을 하고 있다고 확신하였으나, 로우는 상황을 좀 더 정확히 알 수 있었다. 하인츨만 장군은 당시 치카호미니 강 건너편에, 하룻밤새 불어난 물에 의해 다리가 잠긴 관계로 귀환하지 못하고 있었다. 로우는 즉시 다리를 수리할 것과 하인츨만 장군의 구조를 위해 부대를 파견할 것을 보고하였다. 그다음 그는 메카닉스빌에서 게인스 팜 쪽으로 기구 “엔터프라이즈”를 띄울 것을 명령하였으며, 이를 통해 당장의 전투를 관찰할 수 있게 했다.
로우가 게인스 팜에 도착했을 때, “인트레퍼드”는 아직 기구 팽창이 덜 된 상태였다. 그는 기지를 발휘하여, 캠프 주전자의 바닥을 뜯어내고 인트레퍼드의 밸브 끝과 부분적으로 팽창되어있던 “콘스티튜션”을 같이 연결하여, 추가로 기체를 공급하였다. 15분 후 그는 공중에 떠올라 전장을 내려다보고 있었다.
페어오크스 전투 중 로우는 말라리아에 걸려 1달여간 참여를 하지 못하고 있었다. 그가 돌아왔을 무렵 기구 군단은 앤티텀 전투로 인해 가지고 있던 말과 마차를 모두 징발당한 상태였다. 로우는 샤프스버그 전투에 참여하도록 다시 발령을 받았으며, 이후 빅스버그 전투에서 번사이드 장군을 도왔다. 잇따라 북부군이 패배를 경험하면서 조세프 후커 장군은 번사이드 장군을 해임하였다. 이즈음, 기구 군단은 기술자 군단에 부속되었으며, 새로 발령받은 콤스탁 대장은 로우의 급여를 크게 깎았다..
1863년 5월 로우는 퇴직서를 내고 군대에서 퇴직하였다. 기구 군단은 로우의 동료와 제자들에 의해 계속 활동하였으나, 북부군의 장군들이 기구에 대해 불신을 갖고 자꾸 무시를 함에 따라 기구 정찰은 잘 이루어지지 못하였다. 8월에 이르러 결국 연방군 기구 군단은 해체되었다..

#### 비단 드레스 기구
북부군의 기구 군단의 효율로 인해, 남부군 역시 기구 활용의 필요성을 느꼈다. 리치먼드에 코크스 가스가 충분하지 않았으므로, 첫 번째 기구는 몽골피에 스타일의 단단한 형태로, 나무로 틀을 잡아놓고 무명을 위에 덮고, 기름으로 적신 솔방울에 불을 피워 만든 뜨거운 연기로 속을 채워 만들었다. 조종사는 존 R. 브라이언트 대장이 맡았으며 요크타운 등지에서 사용되었다.. 브라이언트의 조종이 그렇게 나쁜 것은 아니었으나, 그의 조수는 경험이 거의 없어 기구가 공중에서 팽이처럼 도는 경우가 허다했다고 한다. 한번은 고정 밧줄에 그의 조수가 얽혀 대장 혼자 북부군 위로 기구를 타고 날아갔는데, 그의 군대가 적군으로 오인하고 사격하려고 하였다 한다.
가스로 채워진 비단 기구를 만드려는 노력은 남부에 비단 수입이 되지 않는 현실 때문에 어려움을 겪었다. 그들은 드레스에 쓰인 비단을 이용해 기구를 만들었다 (소문에는 드레스의 비단이 아니라 드레스용으로 가공된 비단을 사용했다고 한다). 기구의 겉모습은 리치먼드 위를 떠다니는 여러 색의 구 같았으며, 랜던 치브스 대장이 조종하였다. 첫 기구는 사용되기 전에 제임스 강에서 운반되다가 적군에게 빼앗겼다. 두 번째 기구는 활동을 하다가 1863년 여름 계류장에서 날아가 북부군에 의해 회수되었으며, 연방군 회원들의 기념품으로 조각나서 나뉘게 되었다. 북부군이 기구의 사용을 줄이면서, 남부군 역시 기구의 사용을 줄여갔다.

#### 체펠린과 비행선
제1차 세계 대전 동안의 항공전은 날개 달린 동력기가 주를 차지하였으며, 특히 독일군은 비행선과 체펠린을 사용하여 도시를 공격하였다. 제1차 세계 대전 이후, 미 해군은 비행선의 사용을 연구하였으나, 이 노력은 폭풍으로 자료가 대량 유실되면서 허사가 되었다. 제2차 세계 대전 때는, 방공 기구 (barrage balloon)가 항공기를 공격하는데 사용되었으며, 블림프 (blimp, 소형 비행선)는 관찰기와 레이다 플랫폼으로 사용되었다.

## 제1차 세계 대전 이전
많은 나라의 군대들이 항공기의 사용을 관찰에 유용한 것으로 평가하였다. 해군 항공술 역시 관심있게 다뤄져, 수상 비행기를 바다에 띄운 배에서 캐터펄트를 이용해 띄우고, 크레인으로 회수하는 많은 시험이 이루어졌다.
미 해군은 특히 20세기에 들어설 때부터 해군 항공술에 관심을 보여왔다.. 1910년 8월 제이콥 얼 픽클은 글렌 커티스와 함께 처음으로 비행기에서 총을 쏘는 실험을 하였다. 1910-1911년에는, 해군은 항공모함을 사용한 항공술의 실용성을 증명한 실험을 행하였다. 1910년 11월 14일 버지니아주 햄프턴 로즈 근처에서는, 민간인 조종사 유진 엘리가 정찰 순양함 USS 버밍험 호 (CL-2)에 설치되어있던 나무 플랫폼에서 비행기를 타고 이륙하였다. 그는 몇 분 후 해변에 안전하게 착지하였다. 엘리는 몇 달 후 배에 착륙하는 것도 가능하다는 것을 보였다. 1911년 1월 18일, 그는 샌프란시스코 항에서 미국 순양함 USS 펜실베니아 호 (ACR-4)에 설치되어있던 플랫폼에 착륙하였다.
실제 전쟁에서 비행기가 처음 사용된 것은 1911년 이탈리아-터키 전쟁 때 이탈리아 공군이 리비아 아인 자라에 있던 터키 기지를 공격한 것이 처음이었다. 이후 1912년 제1차 발칸 전쟁 때는 불가리아 공군이 에디르네에 있던 터키군을 폭격하였다. 비행기는 미군이 판초 비야를 공격할 때도 사용되었다.. 공중 정찰은 두 전쟁에서 계속되었다. 전쟁사에서 처음으로 공중에서 폭탄 투하를 한 것은 불가리아 공군의 시메온 페트로브 대장으로, 제1차 발칸 전쟁 (그리고 1912년 11월 7일 처음으로 이뤄진 야간 폭격까지)에서 주로 폭격이 이뤄졌으며, 제1차 세계 대전 중에도 이 전략을 독일 공군과 공유하였다.

## 제1차 세계 대전

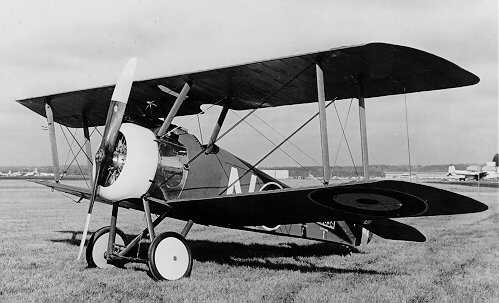
제1차 세계 대전 중의 영국 공군의 솝위드 캐멀 (Sopwith Camel)

전쟁 초반에는 양편 둘 다 밧줄로 고정한 기구와 비행기를 관찰 목적으로, 정보 수집과 사격 방향 제시 등을 위해 사용하였다. 적의 관찰을 막기 위한 시도는 다른 비행기와 기구를 공격하는 비행기 조종사의 양성으로 이어졌는데, 이는 처음에는 콕핏에 작은 무기를 든 조종사가 하였다. 하지만 당시의 기술 탓으로 기관총을 앞으로 발사하지는 못하였다.
프랑스 비행기 파일럿 롤랑 가로스와 디자이너 레이몬드 소르니에가 전향 장치를 모랑 소르니에 단엽기 프로펠러 뒤에 더하면서 비행기도 회전 중인 프로펠러 너머로 총을 쏘는 것이 가능해졌으나, 총의 겨냥까지 가능해진 것은 네덜란드 비행기 설계자 안토니 포커가 1915년 동조 장치 (싱크로나이저 장치)를 발명해낸 이후였다. 이를 이용하여 독일 측에서는 여러 차례 상대 비행기를 격추시킬 수 있었다. 시간이 지나 연합군에서도 동조 장치를 단 포커 아인덱터 기를 회수하여 기술을 발전, 본격적인 공중 전투 (영어에서는 일명 “dog fight”라 부른다)의 시대를 열었다. 공중 전투 전략은 여러 차례 시도와 오류를 통해서 발전되었다. 결국, 독일 공군의 에이스 오스발트 뵐케는 공중 전투의 8가지 기본 규칙인 “뵐케의 금언”을 발표하였다.. 양쪽 군은 비행기를 폭격, 맹포격, 해양 정찰, 대잠수함 작전, 그리고 선전 활동에도 사용하였다. 독일군에서는 체펠린을 사용하였으며, 고타 G 기 같은 폭격기로 영국 본토를 폭격하기도 하였다..
전쟁이 막이 내릴 때쯤 비행기는 폭격기, 전투기, 정찰기로 완전하게 분화되었다.

## 세계 대전의 사이
1918년에서 1939년 사이에 항공 기술은 매우 빠르게 발전하였다. 1918년에는 대부분의 비행기가 목재와 캔버스, 철사에 공기로 엔진 냉각을 하는 쌍엽기였다. 쌍엽기는 계속해서 전 세계적으로 전투기의 주 형태였으며 스페인 내란 등 다양한 전쟁에서 사용되었다. 대부분의 공업국들 역시 육군과 해군과 별개로 공군을 창설하였다. 하지만 1939년 즈음 되어서는 쌍엽기들은 점차 금속제에 액체 냉각 시스템을 도입한 단엽기로 교체되어갔다. 최고 속도는 3배로 뛰어올랐고; 최고 고도도 2배가 되었으며, 폭격기의 사격 범위와 유료 하중도 크게 늘어났다..
일부 이론가들, 특히 영국의 이론가들은 전투기가 전쟁에 있어 상당한 비중을 차지할 것이라 내다보았다. 그들은 공중에서 적의 군대와 산업 능력을 파괴하는 것만으로 전쟁을 이길 수 있는 미래가 오리라 상상하였다. 저서 제공권 (The Command of the Air)를 남긴 이탈리아 장군 줄리오 두에는 이런 이론가들의 일부였으며, 그의 견해는 스탠리 볼드윈의 “폭격기는 언제라도 살아남는다”라는 발언이 뒷받침해준다; 볼드윈의 발언은 즉, 아무리 공중 방어 시설이 잘 돼 있더라도, 몇몇 폭격기는 결국 적군의 도시에 융단 폭격을 퍼부을 수 있다는 뜻이다. 이는 곧 저지 전략의 개발과, 소비에트 연방이 미국보다 폭격기의 수가 더 많다는 믿음인 “바머 갭 (bomber gap)”의 아이디어로 이어졌으며, 국가들은 서로의 국방력을 폭격기의 수로 측정하게 되었다.
미국의 빌리 미첼 장군 같은 이들은 공군의 힘을 해군 부대의 공격력을 보충해줄 수 있다는 점에서 보았다. 독일과 영국의 파일럿들은 제1차 세계 대전 중 공중 폭격과 공중 어뢰 투하 등을 시험해본 결과 여러 가지 결과를 얻었다. 주요 해군 선박들이 공습에 취약함은 1921년 7월 21일 미첼 장군이 지휘하는 폭격기 부대가 독일군의 전함 SMS 오스트프리슬란트를 폭탄 투하로 파괴함으로 인해 잘 드러났다; “오스트프리슬란트” 함은 실제로는 정지해있었고 별다른 방어 수단도 없었지만, 이 사건은 선박에 대한 비행기의 우위를 잘 보여주었다.
바나나 전쟁 중에는 아이티, 도미니카 공화국, 니카라과 같은 곳의 반도단체들과 맞서 싸우던 미 해병대 전투기들이 땅에서 싸우는 해병대 동료와 함께 여러 공중-육지 전략 (air-ground tactics)을 실험하곤 하였다. 아이티에서는 급강하 폭격이라는 전략이 처음 개발되었으며 이는 니카라과의 전투에서 완성되었다. 다른 수많은 공군에서도 이런 기술들을 개량하여 시도하였으나, 실제로 처음 전략의 일부로 삼은 것은 미 공군이 처음이다.
독일은 제1차 세계 대전 휴전 조약에 의해 공군을 가지는 것이 금지되었다. 하지만 파일럿 훈련은 비밀리에 계속되었으며, 히틀러에 이르러 공개적으로 금지 조약을 거부하고 나섰다. 이에 따라 파일럿들의 동호회 독일 공중 스포츠 협회 (Deutscher Luftsportverband)가 창설되기도 하였다. 이 동호회에서는 민간인들을 파일럿으로 훈련시켰으며, 몇몇 파일럿은 소비에트 연방으로 보내 비밀리에 훈련을 받게 하기도 하였다; 사실상 독일은 이로써 훈련된 공군을 갖춘 셈이었다. 이것은 훗날 나치 독일 공군 (루프트바페, Luftwaffe)의 시작이 되었다.

## 제2차 세계 대전
제2차 세계 대전에 이르러 항공전은 저만의 확실한 특색을 갖추게 되었다. 사격 범위, 기동력, 비행기의 유료 하중의 증가는 곧 제1차 세계 대전 때에 비해 공군의 능력이 크게 증가하였음을 의미하였으며, 이로 인해 공군은 참전 국가들의 주요 공격 수단이 되었다.
전쟁을 거치면서, 공군의 활용에 있어 여러 가지 역할들이 나타났다.

### 전략 폭격
민간인 시설을 목표로 삼는 전략 폭격을 처음 제창한 것은 이탈리아의 이론가 줄리오 두에 (Giulio Doubet)였다. 그의 책 제공권 (The Command of the Air;1921)에서 그는, 제1차 세계 대전 때처럼 전략적인 궁지에 몰리는 걸 피하기 위해서는, 적군 너머 무방비로 노출되어있는 민간 도시를 공격하는 것이 효율적임을 얘기하였다. 두에는 그러한 공격을 통해 적 정부의 항복을 이끌어낼 수 있을 것이라 보았다.
휴 트렌차드 경 같은 당시의 많은 군사 이론가들이 두에와 같은 생각을 가지고 있었다. 전간기(戰間期)에, 영국과 미국은 전략 폭격 이론을 전폭적으로 지지하였으며, 이 목적을 위해 폭격기의 생산을 늘렸다.

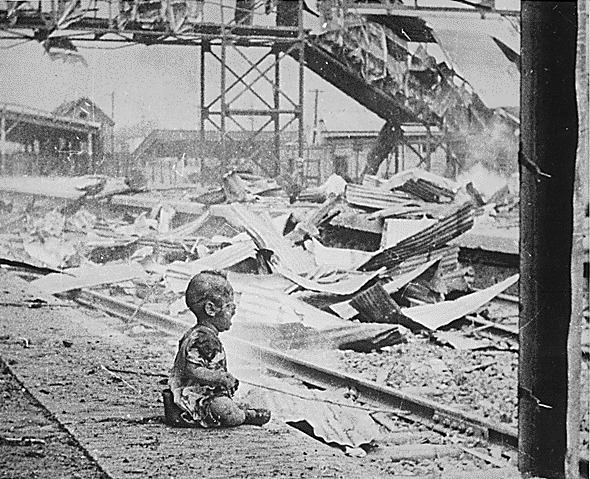
일본의 해군항공본부의 공습 후 상하이 남부 기차역의 폐허에서 울고 있는 중국인 아기, 1937년 8월 28일

#### 해군항공본부
쇼와 시대의 일본 전략 폭격은 중일 전쟁과 제2차 세계 대전 당시 해군항공본부와 제국육군항공대가 독자적으로 주도하였다.
폭격 대상은 주로 상하이, 우한, 중깅, 난징, 광저우 같은 큰 도시를 대상으로 하였다. 그 중 난징과 광저우 폭격은 1937년 9월 22일과 23일에 시작되었으며, 이는 광범위한 시위를 일으켜 문제 해결을 위해 국제 연맹의 극동자문위원회가 개입해야했다.
필리핀과 오스트레일리아 북부에도 공습은 이루어졌다. 해군항공본부는 진주만 공습 등 여러 전투에서 적군의 기지를 파괴하기 위해 여러 폭격 전략을 사용하였다. 제국육군항공대 역시 적군의 선박과 군사 시설을 공격하였다.

#### 나치 독일 공군
제2차 세계 대전 초반에, 독일 공군은 바르샤바와 로테르담의 공성전이 벌어진 도시에서 공습을 몇 차례 펼쳤다. 바르샤바의 경우, 공습의 효과가 그다지 크진 않았으나, 로테르담의 경우, 폭탄 투하의 심리적인 효과가 나치의 의도대로 나타났다—네덜란드의 저항을 훨씬 빨리 마감한 것이다 (Buckley 129).
영국 본토 항공전 (Battle of Britain)에서, 나치 공군은 침략에 앞서 제공권을 가지고자 런던과 다른 영국 대도시를 폭격하였다. 하지만, 항공전 이론가들의 예상과 다르게 이 공습은 나치 공군이 의도한 결과를 낳지 못하였다.

#### 영국 공군

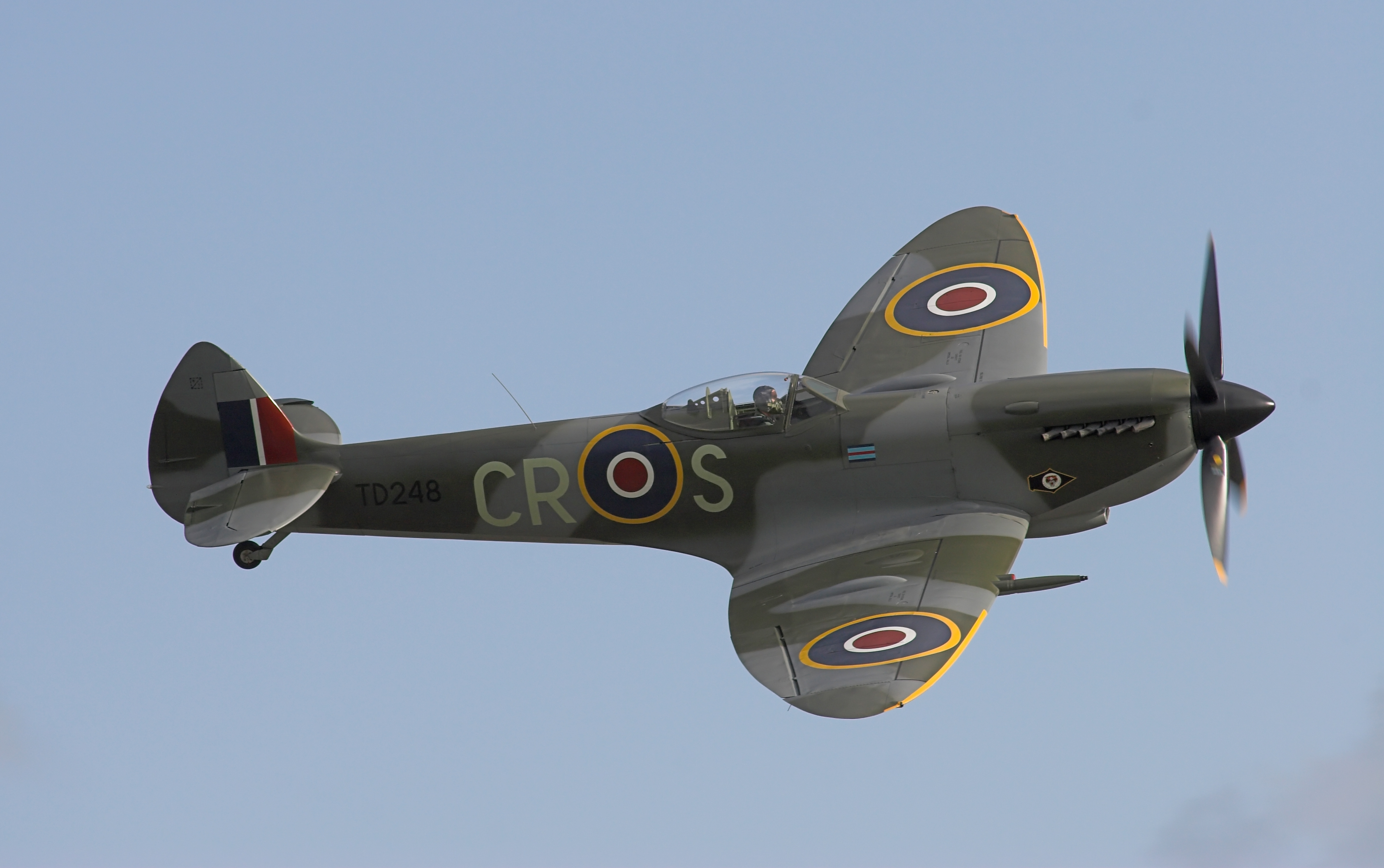
수퍼마린 스핏파이어는 영국 본토 항공전에서 영국이 승리를 거두는 데 큰몫을 하였다.

영국은 1940년 전략 폭격을 사용하기 시작하였으며 이는 전쟁이 끝날 때까지 이어졌다. 초기 영국 폭격기는 쌍엔진 디자인으로 방어 기구가 충분치 않았다. 그런 이유로, 폭격 부대는 주로 야간 폭격을 감행하였는데, 이에 대한 조종사들의 훈련이 부족했다; 떨어지는 정확도로 인해 그들은 광범위한 폭격을 펼쳤으며 공장이나 발전소 같은 특정 목표물을 맞추지 못하였다. 이후 조명탄을 이용한 전략과 전파 탐지법, 지상 레이다 관측 (오보에 시스템과 H2S 레이다), 저공 폭격 등의 전략이 개발되면서 점점 야간 폭격은 효율을 갖추게 되었다.

#### 소비에트 공군
소비에트 연방은 빠른 산업화로 1930년대에 이미 나치 공군에 대적할 소비에트 공군 (Voyenno-vozdushnyye sily, VVS)을 갖출 ‘능력’을 지녔다고 얘기할 수 있으나, 스탈린 숙청으로 인해 여러 면에서 공군은 약화되었다. 하지만 소비에트 공군은 규모가 매우 방대하여, 바르바로사 작전으로 독일군이 1941년 6월 러시아를 침공했을 때 피해가 적지 않았음에도 불구, 계속 전력을 유지할 수 있었다.
수많은 전쟁 경험을 한 독일 국방군과 수준 높은 훈련을 받은 나치 공군이 있었음에도, 사실 나치는 쳐부수기엔 너무 강력한 “잠자는 거인”을 깨운 꼴이었다. 바르바로사 작전은 소비에트 연방의 적군(赤軍)과 공군을 거의 무력화시킬 뻔하였지만 결국 그 어느 것도 완전하게 제거하지 못했으며, 얼마 지나지 않아 소비에트 연방은 전열을 가다듬어 독일의 패망을 앞당겼다.
“영국 본토 항공전” 때와 마찬가지로 나치 공군은 소비에트 연방과 전쟁을 치르면서 그들의 취약점을 보였다. 전략 폭격은 적군의 전쟁 산업 능력을 무력화시켜야하나, 몇몇 소비에트 군수 공장은 나치 공군의 공격 범위에서 크게 벗어나있었다.. 또한 나치 공군의 공격 범위 내에 있었던 공장이나 군사 시설 역시 공습의 대상이 되지 못했는데, 이는 나치 공군의 자원이 독일군의 유지에 있어 큰 역할을 하였기 때문이다. 나치 공군의 잠재력은 이미 한계까지 끌어올려진 상태였으며, 설사 전투에서 승리를 한다 하더라도 아군의 피해로 인해 오히려 독일군의 전력에는 피해를 입히곤 하였다.
1943년에는, 소비에트 연방의 전력이 1941년 패배 이전으로 완전히 회복되었으며, 독일군보다 더 많은 비행기를 생산해낼 수 있었다; 예를 들어, By 1943, the Soviets had fully rebounded from the defeats of 1941, 쿠르스크 전투 당시, 소비에트 공군은 나치 공군의 두 배에 달하는 비행기 수를 가지고 있었다. 소비에트의 주요 전투기로는 야코블레브 야크-9 (Yakovlev Yak-9) 기, 라보츠킨 La-5 (Lavochkin La-5) 기 등이 있었으며, 주요 폭격기로는 일류신 Il-2 기와 페틀리야코프 Pe-2 기 등이 있었다. 압도적인 수적 우세를 활용하여, 소비에트 군은 독일군을 소비에트 영역 밖으로 몰아내고 독일로 진격하였다.

#### U.S. 공군
U.S. 8공군이 1942년 영국에 도착했을 때, 이들은 성공적인 주간 폭격의 성공을 다짐하고 있었다. 8공군은 B-17 플라잉 포트리스(“하늘의 요새”) 기와 B-24 리버레이터 기로 무장하고 있었으며, 둘 다 4엔진 설계의 고공 비행기였다.. 이들은 또한 당시로는 가장 뛰어난 방어 무기인 50구경 브라우닝 M2 중기관총을 장착했으며, 대부분 개별적인 포탑에 설치되어있었다.. 낮에 엄호하는 전투기 없이 폭격기로 거대한 대형을 이루어 비행하는 것은 오히려 U.S. 공군에게 제공권을 가져다주었다.. 공습을 통해 그들은 정유 공장이나 볼 베어링 공장 같은 독일 군수 산업의 중요 포인트를 습격하였다.

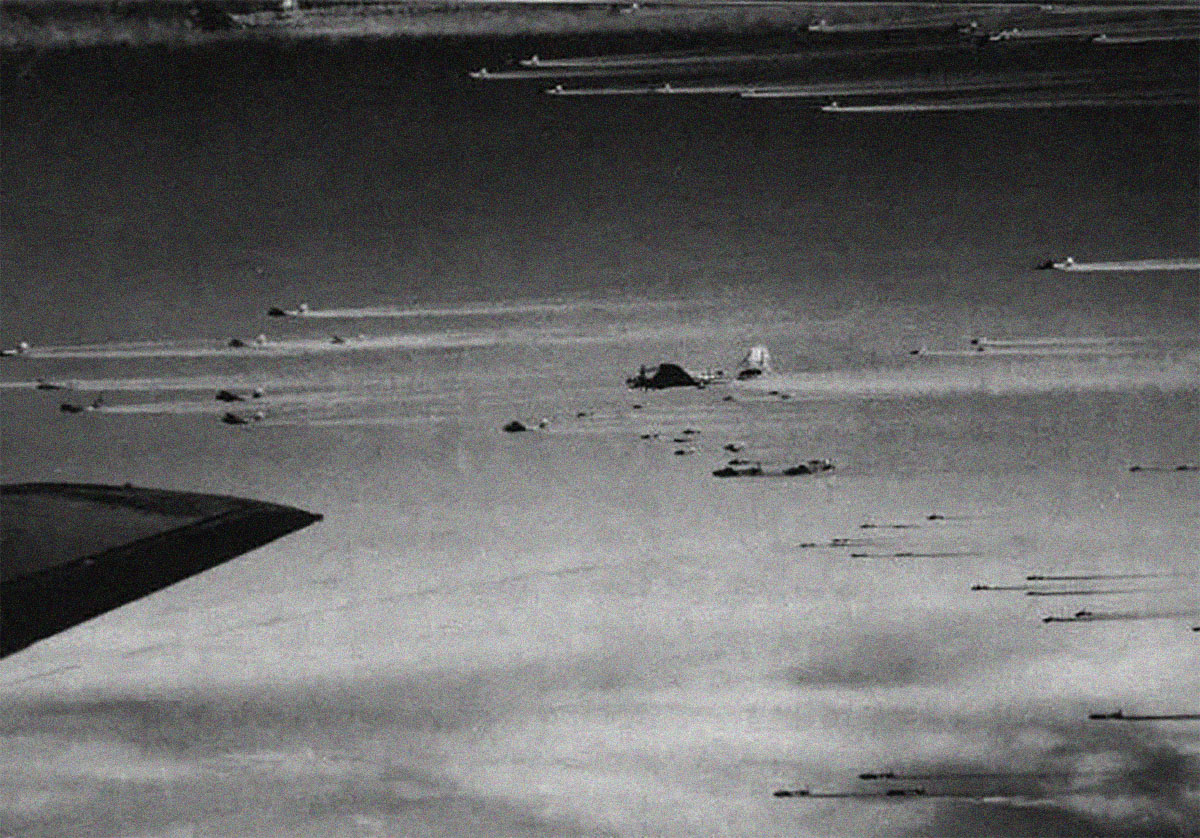
1000 기 이상의 B-17 폭격기가 비행 중인 미국 육군 항공대의 모습

폭격기 단독으로는, 아무리 중무장한 상태라도 1엔진 전투기에 맞서 제공권을 획득할 수 없다는 판단 아래, 미국 육군 항공대 (U.S.A.A.F.)는 정책을 바꾸었다. 1943년 8월 17일부터 10월 14일 사이에 행해진 슈바인푸르트와 레겐스부르크 공습에서, 전투기 부대를 뚫고 들어가려던 미 공군은 한 번에 최대 60기의 폭격기를 잃으면서 전력의 5~20 퍼센트의 손해를 보았던 것이다.

#### 제공권
영국 본토 항공전 당시, 수많은 정예 나치 공군 파일럿들이 영국 내에서 낙하산 탈출을 감행한 후 체포되었다.. 나치 공군의 무기의 품질이 계속 감소하면서, 미군은 장거리 사격이 가능하고 연료 탱크를 실은 P-38 라이트닝과 P-51 머스탱 기를 제작하였다.. 경험이 상대적으로 적었던 새 독일 파일럿들은, 포케불프 Fw-190, 하인켈 He-162, 메서슈미트 Me-262 같은 좋은 기체를 조종했음에도 전쟁 후반의 폭격에 점점 밀려만 갔다. 주간 공습에 전투기를 투입하면서 폭격기도 보호를 받게 되었고, 이는 전략적 폭격의 효과를 상당히 향상시켰다.
1942년에서 1944년까지, 연합군의 공군의 파워는 점점 강해지는 한편 나치 공군은 약해져만 갔다. 1944년 한 해 동안 나치 공군은 78퍼센트의 전력 감소를 겪었으며, 독일 영공에서마저 제공권을 잃었다. 그 결과 독일 내에서는 그 무엇도 보호받을 수 없는 지경까지 이르렀고, 이는 군대나 군수 공장은 물론이고 함부르크 대공습과 드레스덴 공습 때처럼 독일 시민들까지 보호받을 수 없게 만들었다. 그때까지 독일이 폴란드, 로테르담, 영국, 소련에 해왔던 것과 같은 융단 폭격을 이제는 연합군이 독일에게 하고 있었으며, 독일군은 이를 지켜볼 수밖에 없었다.

#### 효율성
원자 폭탄 투하를 제외하면, 전략적 폭격은 연합군에게 승리를 가져다준 것도, 독일과 일본의 저항 의지를 꺾은 것도 아니었다. 하지만 독일 군수부장관 알베르트 슈페어의 말을 인용하자면, 전략적 폭격은 “공중에 두 번째 전선을 형성하였다”. 스피어는 1944년 중반까지 폭격에 맞서 군비 생산을 증가시키는데 성공하였다. 하지만, 영국과 미국의 폭격기에 대항하는 것은 엄청난 양의 자원을 필요로 하였다: 대공 총기, 밤낮으로 싸울 전투기, 레이다, 서치라이트, 인력, 탄약, 연료 이 모든 것이 항상 공급되어야 했다. 연합군 쪽에서는, 전략적 폭격으로 인해 태평양 전쟁에 투입되던 장비와 인력이 본진으로 돌아오기도 하였다. 그 결과, 러시아, 이탈리아, 프랑스에 있는 독일군들은 항상 공중에서 적기를 마주쳤으며 항상 탱크, 트럭, 대(對) 탱크 무기들이 부족하였다. 독일군에게 남은 선택지는 오직 제1차 세계 대전 때처럼 해자를 사용해 방어하는 것뿐이었다 (물론 1939~1941년에는 무차별 폭격 (blitzkrieg)을 감행하기는 하였다).

#### 미군의 일본 폭격

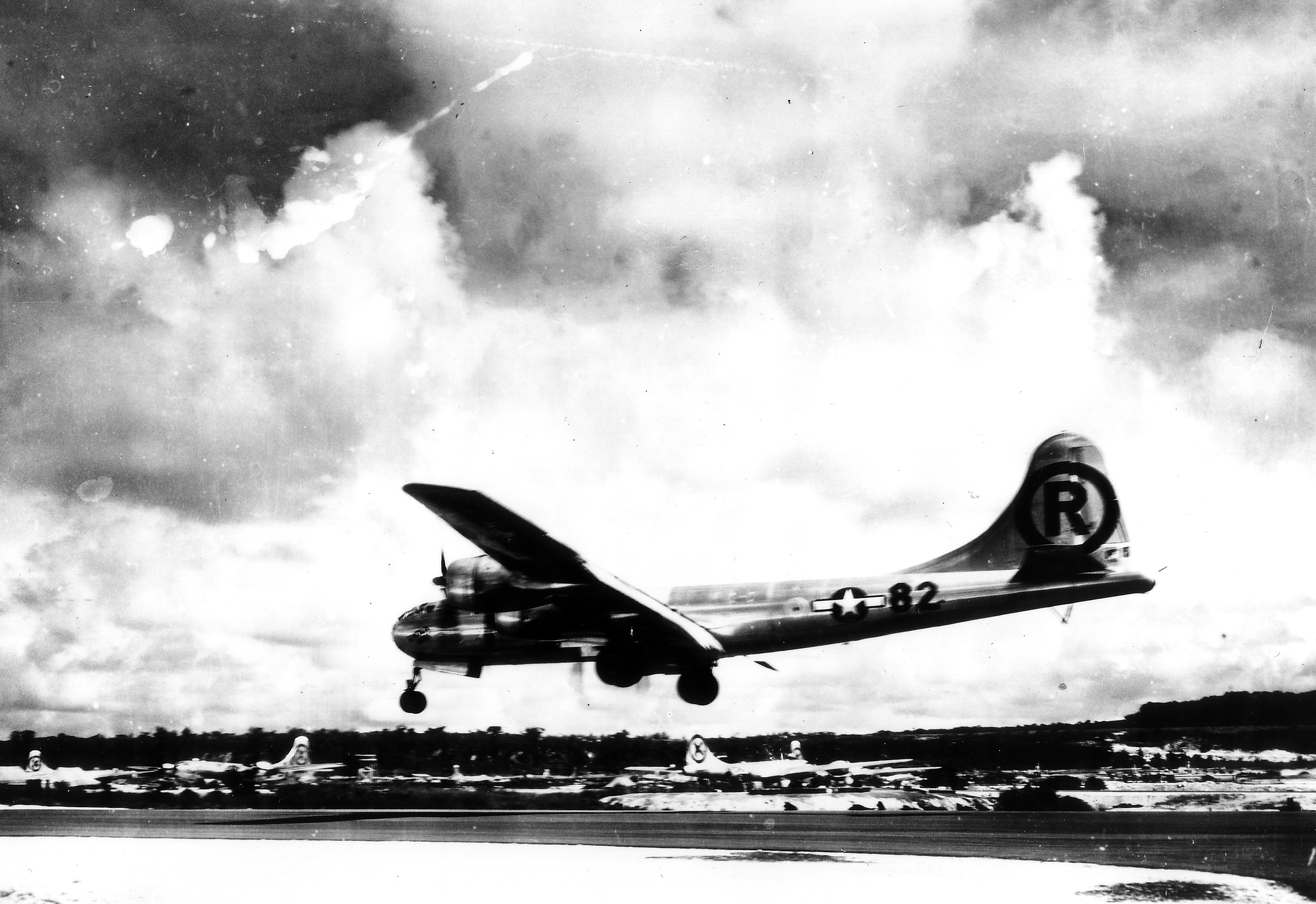
은도금된 보잉 B-29 수퍼포트리스 에놀라 게이 가 히로시마 폭격을 성공한 후 착륙하고 있다

일본 폭격에는 장거리 보잉 B-29가 사용되었다. 1944년 6월 15일, 47기의 B-29가 중국 청두에서 이륙하여 일본 야와타의 제철소를 폭격하였다. 이것은 1942년 4월 있었던 둘리틀 공습 이후로 일본섬에 가해진 첫 공격이었다. 폭격 이후 B-29 부대는 태평양 중앙의 마리아나 제도로 귀환하였다. 마리아나 제도의 기지에서 일본을 처음으로 공격한 것은 1944년 11월 24일의 일로, 111기의 B-29가 도쿄를 공습하러 갔던 것이다. 그때부터 전쟁이 끝날 때까지 공습의 강도는 점차 더욱 강해졌다. 공습 전략은 고공에서 저공 폭격으로 변해갔으며, 폭격기의 방어용 총기를 대부분 없애고 소이탄을 장착시켰다. 이런 공습으로 일본의 대도시 거의 대부분은 황폐화되었다. 사용되었던 가장 유명한 B-29는 에놀라 게이로, 1945년 8월 6일 히로시마시에 원자 폭탄 리틀 보이를 투하한 폭격기이다. 3일 후 또다른 B-29인 벅스카 기가 나가사키시에 팻 맨을 투하하였다. 핵폭탄의 사용에 대한 윤리적 논란은 아직 끝나지 않았으나, 이 공습은 소련의 만주 침공과 함께 일본의 항복, 그리고 제2차 세계 대전의 종전을 가져온 결정적인 요인이었다.

### 전략적 공중 지원
영국 전략가들과는 반대로, 나치 공군의 주요 목표는 육군을 지원하는 것이었다. 이는 급강하폭격기가 많고 장거리 중폭격기가 적은 것을 보면 알 수 있었다. 이러한 ‘날아다니는 대포’들은 프랑스 공방전 (1940)에서 독일군이 승리하는 데 큰 몫을 하였다. 히틀러는 제공권을 선점하는 것이 영국 침공에 있어 필수적인 요소라 보았다. 제공권 선점이 뜻대로 되지 않자 침공은 취소되었고, 그 결과 이 전투는 공중에서 결과가 판가름 난 첫 전투가 되었다..
러시아에서의 전쟁에서 나치 공군은 포위 당한 육군을 지원하기 위해 자원 대부분을 전략적 공중 지원에 투입하였다. 이 임무에는 융커스 Ju-87, 헨셸 Hs-123 그리고 개량 전투기-Bf 109와 Fw 190 등이 사용되었다..
소련 공군 역시 전략적 공중 지원에 주로 사용되었으며, 전쟁이 끝으로 갈수록 동부 유럽 진격과 함께 소련 육군을 효율적으로 지원하였다. 소비에트 연방에게 중요한 공중기로는 일류신 Il-2 슈틀모빅 (Sturmovik) 기가 있었다; Il-2는 독일 기갑사단이 제대로 활동하는 것을 방해하였으며, 역사상 가장 큰 탱크 전투 중 하나라 칭해지는 쿠르스크 전투에서 소련이 승리하는데 큰 몫을 하였다.

### 군사적 수송기와 공수부대의 사용
군사적 수송기는 양쪽에서 다 육군에게 물자와 통신 수단을 공급하는데 매우 중요한 요소였으며, 이들이 대표적으로 쓰였던 경우는 천왕성 작전 이후 스탈린그라드 근처에서 독일 육군이 보강을 받았을 때, 그리고 공수부대가 투입되었을 때 등이 있다.. 1930년 초 소련군이 공수부대를 처음으로 사용한 이후로 많은 유럽 국가와 일본이 공수부대를 사용하였으며, 이는 제2차 세계 대전의 모든 전장에서 상당한 효과를 발휘하였다. 하지만, 돌격 전문 부대 (shock troop)가 정지해있는 적군을 놀래키기 위해 투입되면서, 공수부대의 효력은 점차 빛을 잃었다. 대부분의 공수부대는, 마켓가든 작전에서 미군과 영국군이 대량으로 사용한 바가 있긴 했어도, 대부분 경장 보병의 형태로 사용되었다.

### 해군 항공
비행기와 항공모함은 제2차 세계 대전의 수상전에서 처음으로 그 중요성이 드러났다. 항공모함이 수송하는 비행기는 주로 급강하폭격기, 어뢰 폭격기와 전투기 등이었다. 이들은 소드피쉬 같은 쌍엽기나 F4F 와일드캣 같은 쌍엽 전투기에서 육지 이륙 전투기들보다 월등한 기능을 보인 F4U 콜세어, 자체 포탑을 갖추고 있던 TBF 어벤저 같은 타입으로 발전하였다. PBY 카탈리나 같은 육상 항공기들은 잠수함과 함대를 찾는 것을 도와주었다. 전투기를 사용하여 사정거리를 크게 늘일 수 있었던 항공모함은 곧 전함 대신 해군의 가장 강력한 공격 수단의 자리에 올라섰다. 당시 전세계 군함 중 최대 배수량을 자랑하던 전함 야마토도 호위 전투기를 수송하던 항공모함에게 첫 패배를 맛보았으며, 결국 대공 수단이 부족하여 침몰하고 말았다.

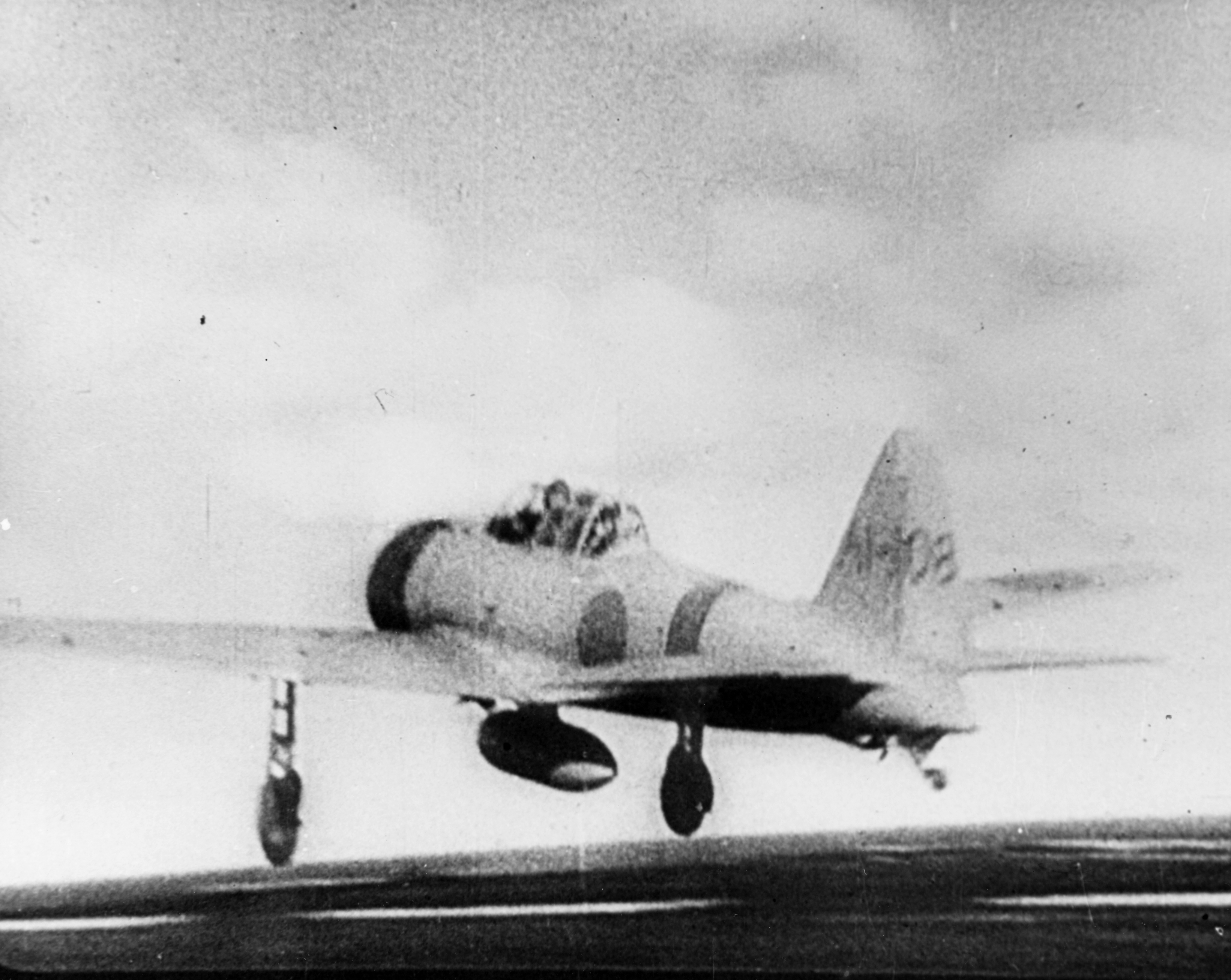
일본의 미쓰비시 A6M 영식 함상 전투기

둘리틀 공습 당시, 미군은 일반적으로 육지 기반이었던 B-25 미첼 폭격기를 항공모함에서 이륙시켜 도쿄를 비롯한 일본 목표지들을 공습하였다. 작은 호위 항공모함들과 경항공모함들은 대량 생산되어 천천히 움직이는 화물선을 호위하거나 빠른 항공모함들을 보강하기도 하였다. 정찰을 위한 항공기 혹은 가벼운 공습 역시 전함과 순양함이 기체를 수송하면서 이루어졌으며, 블림프는 잠수함 공격을 위한 탐색에 사용되었다.
- 태평양 전쟁 - 항공기들이 저가형 호위 항공모함에 수송되어 대 잠수함 순찰, 방어와 공격에 사용됨.
- 타란토의 전투
- 진주만 공격[102] - 미군 영역에 가해진 첫 공격으로 항공모함의 항공기로만 이루어져, 미 전함 대부분을 파괴하거나 침몰시킴.
- HMS 프린스 오브 웨일스와 리펄스 함의 침몰 - 처음으로 항공기 단독 공격에 전함이 침몰된 경우[102]
- 산호해 해전 - 처음으로 양편 다 서로의 함대가 보이지 않는 위치에서 함상 전투기로만 이루어진 전투[103]

- 미드웨이 해전[103]
- 비스마르크 해전
- 필리핀 해전

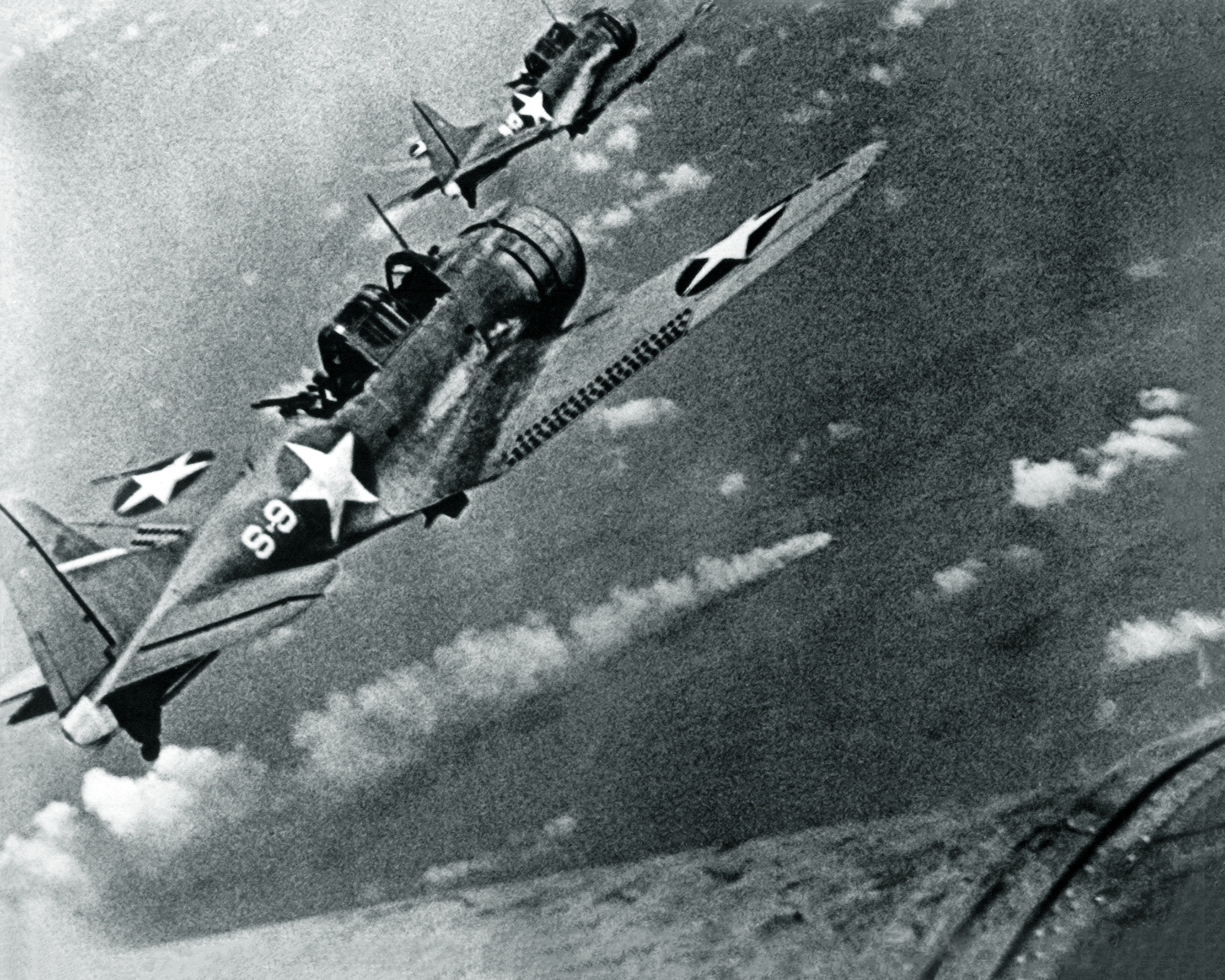
미드웨이 해전에서의 더글러스 SBD 돈틀레스 급강하폭격기

- 레이테만 전투 - 가미카제의 첫 등장, 어쩌면 역사상 가장 규모가 큰 해전. 일본의 마지막 항공모함과 파일럿들은 의도적으로 미끼로 사용되어 희생되었으며, 전함 무사시 침몰. 이 전투로 일본 해군은 괴멸됨.
- 사마르 해전 - 레이테만 전투를 이루는 전투 중 하나로 야마토 함이 이끄는 강력한 일본 함대가 호위 항공모함 위주로 구성된 "태피(미해군 7함대 호위 항공모함 작전 함대)"와의 교전에서 큰 피해를 입음. 태피 함대는 적절한 공격 준비가 충분하지 않았음에도 항공 세력과 구축함으로 일본해군의 순양함 3척과 구축함 1척을 파괴하고 함대를 후퇴하게 만듦.
- 텐고 작전 - 대공 방어 수단을 갖추지 못하고 있던 야마토함과 다른 9척의 전함이 미군에게 패배. 이로써 태평양의 제공권을 미군이 가지고 있음과 대공 방어 없는 전함들의 취약성을 보임.

## 냉전 시대
전후 시대의 항공전 준비는 냉전 시대의 갈등에 의해 이루어졌다. 전후 시대에 전투기들은 대부분 제트 동력으로 전환하여 속도와 고도가 크게 상승하였다. 대륙간 탄도 미사일이 나타날 때까지 주요 군사력은 고공 폭격으로 새로이 개발된 핵폭탄을 투하하는 것이었다; 각국은 폭격기와 그들에 맞설 수 있는 고공 전투기를 개발하는 데 힘을 쏟았다. 미국과 소련 양 편 다 항공기 설계 시 제공권의 개념을 중요하게 받아들였다..
미국은 고공 정찰기를 광범위한 정찰에 사용하였다. 록히드 U-2 기, 그리고 이후 나온 SR-71 블랙버드 기는 극비리에 개발되었다. 당시 U-2는 엄청나게 높은 고도를 비행하는 관계로 어떤 방어 수단에도 무적인 기체로 생각되었다. 그러므로 게리 파워즈가 조종하던 U-2가 소비에트 지대공 미사일에 의해 추격당한 사건은 미국에게 엄청난 충격이었다.
항공전 역시 공중 유도 미사일로 정확도와 사정거리가 크게 증가함에 따라 어느 정도의 변화를 겪었다.
7~80년대에는 속도와 고도만으론 대공 방어로부터 폭격기를 보호할 수 없다는 게 확실해졌다. 그러므로 주안점은 ‘레이다 밑에서’, 즉 몇백 피트 정도의 고도로 날아다니면서 공격할 수 있는 기체를 만드는 것으로 옮겨졌다.

### 한국 전쟁

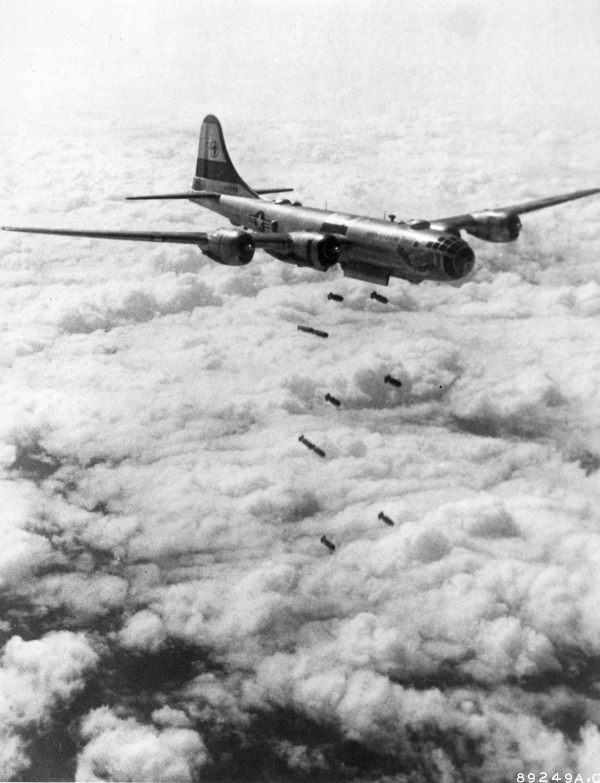
전쟁 동안 공산군의 전투기에 의해 적어도 16기의 B-29 슈퍼포트리스가 격추당했다.

한국 전쟁은 제트형 항공전이 벌어졌던 대표적인 전쟁이며, P-51 머스탱, F4U 콜세어 등 프로펠러 동력 전투기나 항공모함 기반 호커 퓨리 기와 슈퍼머린 시파이어 기가 마지막으로 사용된 전투 중 하나이기도 하다.:174 F-80 슈팅스타, F-84 선더세트와 F9F 팬더 같은 터보제트 전투기들이 하늘을 뒤덮으며, 북한의 야코블레프 Yak-9과 라보츠킨 La-9를 압도하였다.
1950년부터, 북한군은 소비에트에서 만들어진 미그-15(MiG-15) 제트 전투기를 사용했으며, 이는 후퇴익 (swept wing)을 사용하여 거의 음파의 속도로 날아다닐 수 있는 항공기였다. 전쟁 중에도 공공연한 비밀이었긴 하지만, 오늘날의 가장 실력있는 파일럿들은 그들이 전쟁의 원인을 제공한 소비에트 공군의 파일럿이었음을 인정한다.
처음에는, 오스트레일리아 공군의 글로스터 미티어 (Gloster Meteors)를 포함한 UN의 제트 전투기들은 어느 정도 성과를 보았으나, 곧은 날개의 제트기들은 곧 미그기들의 우월한 속도에 맥을 못 추었다. 하지만 밤에는, 레이다를 장착한 미 해병대의 F3D 스카이나이트 야간 전투기들이 아무 손실 없이 미그기 다섯 기를 격추했다고 전해지며, 그들의 호위를 받은 B-29는 한 번도 격추당한 적이 없다고 한다.
1950년 12월, 미 공군은 자신들의 후퇴익 전투기 F-86 세이버를 도입하였다. 비행 가능 고도는 미그기가 더 높았으며, 이는 전투 시작 시 이점을 제공하였다. 동일한 고도에서는, 최대 속도는 비슷비슷하였다. 미그기는 상승을 더 잘하는 한편, 세이버는 방향 전환과 급강하가 더 잘 되었다. 무기의 면에서는, 미그는 두 대의 23mm와 한 대의 37mm 포를 장착한데 반해, 세이버는 여섯 대의 .50구경 기관총을 장착하고 있었다. .50구경 기관총은 공격력은 소련의 무기보다 낮았지만, 더 많은 총알을 싣고 비행하였으며 레이다의 도움을 받아 더 정확한 사격을 하였다. 미군 파일럿에게는 또 내중력복이 있었는데, 이는 한국 전쟁에서 처음 사용된 것이었다.
미 공군이 F-86을 도입한 후에도, 미군 파일럿들은 당시 “혼쵸 (일본어로 반장)”라 불리던 소비에트 파일럿들을 상대로 쩔쩔매는 경우가 많았다. UN군은 서서히 한국 대부분의 지역에서 제공권을 획득해갔으며, 이는 UN군이 북쪽으로 진격하는데, 또 중공군의 남한 침공을 저지하는데 커다란 역할을 했다.
전쟁이 끝난 후, USAF (미 공군)는 세이버 78기의 손실과 함께 792기의 미그-15와 108기의 여타 항공기를 격추해, 10:1을 넘는 비율을 보여줬다고 발표하였다 (어떤 숙련된 러시아 파일럿과는 2:1에 가깝게 비율이 낮춰졌다고 한다). 몇몇 전후 연구에 따르면 항공전 승리가 379번 밖에 없었다고 하기도 하지만, USAF는 계속 공식 발표 내용을 그대로 유지하고 있다.
당시 소비에트는 1,100 번의 항공전 승리와 335기의 미그기 격추가 있었다고 주장하였다. 중공군의 공식적인 손실은 231기의 격추된 비행기 (대부분 미그-15)와 168기의 여타 항공기 격추였다. 북한 공군의 손실은 공식 집계가 되지 않았으나, 전쟁의 첫 단계에서는 대략 200기가, 중국의 개입 이후로는 70기가 추가로 격추된 것으로 추측된다. 소비에트가 주장하는 세이버를 상대로 거둔 650번의 승리나, 중국의 211번의 승리 발표는 과장된 것이라고 미 공군은 주장하고 있다. 최근 미국 출판 자료에 따르면, 한반도에 주둔했던 F-86의 수는 겨우 674기였다고 하며 격추 규모는 대략 230기였다고 한다.

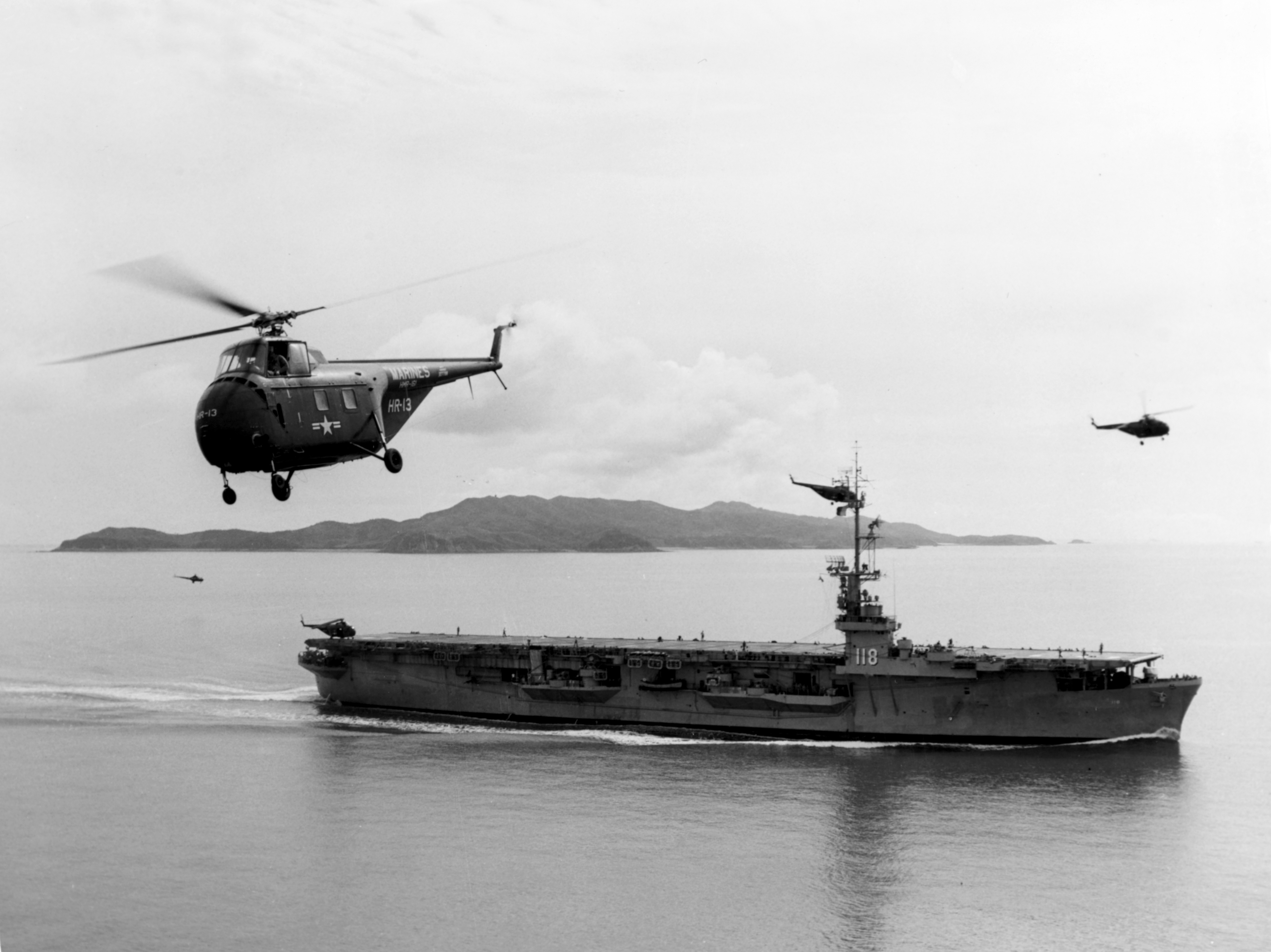
한국 전쟁에서는 시콜스키 H-19와 같은 헬리콥터가 사용되었다.

한국 전쟁은 처음으로 헬리콥터가 광범위하게 사용된 전쟁이었다. YR-4와 같은 헬리콥터도 제2차 세계 대전 시 사용되곤 하였으나, 사용된 적은 거의 없었으며, 윌리스 MB 같은 지프로 부상병을 나르곤 하였다. 한국 전쟁에서는 시콜스키 H-19 같은 헬리콥터가 구급 헬리콥터로써 부분적으로 사용되었다.

### 1965년 인도-파키스탄 전쟁
이 전쟁에서는 독립 이후 처음으로 인도 공군과 파키스탄 공군이 풀 스케일로 사용되었다. 두 공군은 1940년대 후반 제1차 카슈미르 전쟁에서 맞붙은 적이 있긴 하지만, 1965년 전쟁에 비하면 규모는 제한적이었다.
양국은 이 전쟁에서 얻은 손실에 관해 매우 모순되는 주장을 들고 나왔으며, 현재까지 어느 한쪽의 주장을 뒷받침하는 중립적인 출처는 없다. 파키스탄 측은 104기의 인도 항공기를 격추시키고 19기의 아군기가 격추되었다고 말한 한편, 인도 측은 35기의 아군기가 격추되었으며 73기의 파키스탄 기체를 파괴하였다고 말하였다.
파키스탄의 전투기는 주로 미제 F-86 세이버로 구성되었으며, 이는 인도의 전력을 웃도는 것이었으나 인도가 소량 보유했던, “세이버의 학살자 (Sabre Slayer)"란 별명의 폴랜드 냇 (Folland Gnat) 기에 비해서는 약체였다. 파키스탄의 F-104 스타파이터는 당시 그 지역에서 가장 빠른 전투기였다. 한편, 인도 공군은 공격에서는 호커 헌터에 크게 의존하였다. 미제 항공기를 많이 썼던 파키스탄과 달리, 인도 공군은 드 하빌랜드 뱀파이어 (de Havilland Vampire)에서 다쏘 미스테르 (Dassault Mystere)까지 다양한 전투기를 보유했으며, 파키스탄에 비해선 대체로 낡은 기체들이었다 (대신 파키스탄의 세이버와 스타파이터의 적수라 할만한 내과 호커 헌터를 보유하고 있었다). 가장 격한 항공전 중 하나는 사르고다의 하늘에서 이루어졌는데, 그곳은 파키스탄 공군의 주 기지였다; 인도 공군의 전투기들은 기지를 선제 공격하였으나 파키스탄은 즉각 반격할 수 있었다. 또 파키스탄 공군은 인도 기지를 공격하여 어느 정도 성과를 보았으나, 육군을 보호할 수 있는 곳을 찾기 위해 얼마 지나지 않아 후퇴했다. 한 번은, 구자라트 주지사 발라완트 라이 메타 (Balawant Rai Mehta)가 타고 있던 민간기가 인도 영공에서 파키스탄의 세이버에 의해 격추되어 타고 있던 전원이 사망한 사건도 있었다. 전쟁이 끝날 때까지 수적으로 우세했던 인도 공군도, 질적으로 우세했던 파키스탄 공군도 제공권을 획득하진 못하였다.

### 베트남 전쟁
남베트남 공군 (VNAF)은 제트형 항공기가 조약에 의해 소유 금지되었던 관계로, 처음에는 CH-21 같은 헬리콥터와 T-28 트로잔 (Trojan) 같은 프로펠러 동력 항공기를 갖추고 있었다. 미군의 개입이 증가하면서, 미 공군이 이들의 항공기의 대부분을 차지하게 되었다.
미군이 헬리콥터를 대규모로 사용하게 되면서 공수부대는 새로이 진화되었으며 특히 이후 전쟁의 상징이 된 UH-1 휴이 헬리콥터의 대대적인 사용과 그에 따른 공수부대 에어 캐벌리 (Air Cavarly)의 투입이 있었다. 한편으로 CH-54 타르헤 (Tarhe) "스카이크레인"과 CH-47 치누크 기는 차량이나 대포 등 무거운 짐을 나르는 데 사용되었다. 부대들은 적군이 눈치 못 채게 착륙하여 공격하고 후퇴하며, 부상자를 안전한 곳으로 옮길 수 있었다.. 특화된 벨 AH-1 코브라는 호위와 지상 지원 임무를 위해 휴이로부터 개발되었으며, 이후 소비에트의 아프가니스탄 군사 행동 시에도 공습 사단(러시아어: Воздушный десант)에 의해 헬리콥터가 광범위하게 사용되었다..
US 군은 남베트남 지역의 육군을 지원하였으며, 북베트남의 목표물에 전략적 폭격을 가하였다. 많은 비행 지원 또는 COIN (대반란 전쟁) 임무 시엔 O-1과 OV-10 브롱코 정찰기, 더글러스 A-1 스카이레이더, B-26 인베이더, AC-47 등 프로펠러 동력 타입이 사용되었다. C-123 프로바이더와 C-130 허큘리스 수송기는 케산 같은 전장에 보급품을 날랐다. 이 시기의 빠른 전투기로는 초음속 F-100 수퍼 세이버가 있었으며, B-52 스트래토포트리스는 개량을 거쳐 대량의 폭탄을 적군 위로 투하할 수 있었다. AC-130 스펙터는 이후 강력한 건쉽으로 이름을 떨쳤고, 스카이레이더 기는 A-10 썬더볼트 II로 진화하였다.
미 공군의 F-105 썬더치프는 롤링 선더 작전에서 여러 공격 임무를 맡아 하였으며, 함상 전투기 A-4 스카이호크는 해군이 조종하였다. 이 첫 군사 작전은 SAM 미사일 기지와 전투기 기지의 공격을 금지한 조항들과 잦은 폭격 중지로 정치적 효과는 미미하였다.. 롤링 선더 작전에서는 PIRAZ 함의 컴퓨터로 실시간 항공기 위치 정보를 사령관에게 전달하는 전략이 처음으로 사용되었다.
이때 배운 교훈은 라인배커 작전 시에도 적용되었으며, 팬텀, B-52, 가변 후퇴익 (swing-wing)의 F-111, A-7 콜세어 II와 전천후용 A-6 인트루더의 대량 폭격으로 북베트남을 협상 테이블에 앉게 만들었다. 북베트남은 소비에트와 중국산의 대공포를 사용하였으며, SA-2 가이드라인 유도 미사일과 미그 전투기를 통해 당시로는 가장 삼엄한 방비의 공역을 형성하였다..
미군은 공습에 EC-121, C-135 등의 공중 레이다 플랫폼을 사용하여 공중 급유, 레이다 교란 항공기 등을 사용하였으며 SAM 미사일 기지 공격 시에는 "와일드 위즐“ 편대 등도 투입되었다.. A-1 “샌디”가 호위한 “졸리 그린 자이언트” 헬리콥터는 적진에 파일럿들을 착륙시켰다. 전쟁 후반에 사용된 “스마트 봄”의 경우, 미래 미군의 공중 작전의 모델을 세웠다고 볼 수 있다.
F-105가 낡았지만 민첩한 미그-17 기에 의해 처음으로 격추되었을 때, 전문가들은 당황하였다. 공중전은 미사일의 시대에서는 쓸모없는 것으로 여겨졌으나, 이제 파일럿들에게 기동력도 중요한 요소가 되었다. F-4 팬텀은 미그 기를 상대하는데 좋은 기량을 보였으나, 총기 설치가 되어있지 않아 미사일이 제대로 통하지 않는 경우에는 약체였다. 미 해군 전투비행기 특수조종사 훈련학교 (“탑건 양성학교”라고도 불림) 와 같은 공중전 훈련소들도 세워져 격추율을 높이는 데 한몫하였다.
미군의 공중 지원이 사라진 남베트남은 결국 1975년 전쟁에서 패배하였다. 남베트남 공군이 팬텀이나 B-52 같은 강력한 전투기나 폭격기를 자체적으로 소유한 적은 없었다.

### 중동
1967년 6일 전쟁 시, 이스라엘 공군은 선제 공격을 펼쳐 육지에 있던 아랍 공군을 쳐부수었다. 1973년의 욤키푸르 전쟁에서는 아랍군이 SA-6 미사일을 투입하여, 저공 비행을 하던 이스라엘 항공기들을 효과적으로 파괴하였다..

## 냉전 후

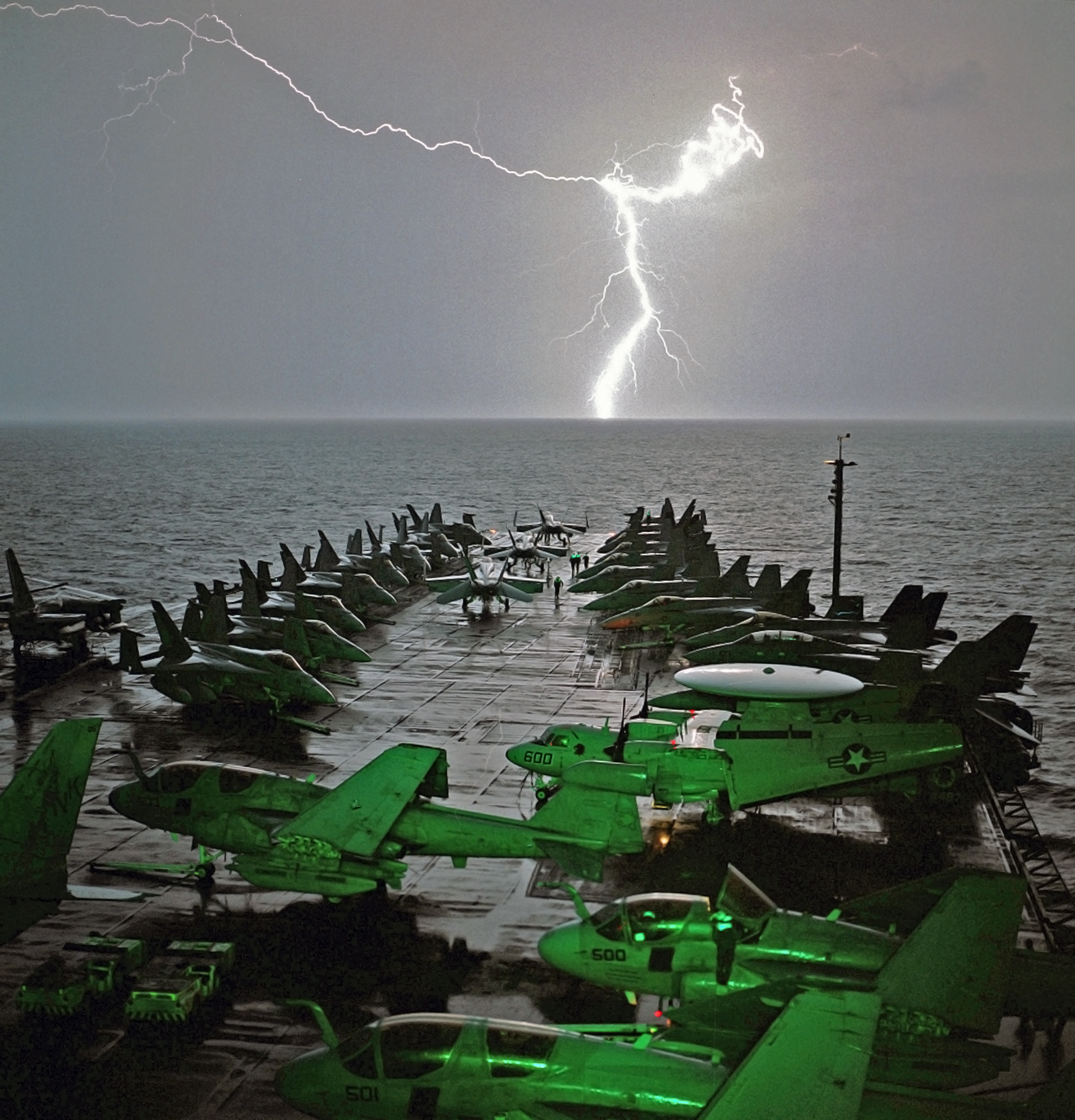
USS 에이브러햄 링컨 호가 폭풍 속에 서던 워치 작전 (Operation Southern Watch)과 항구적 자유 작전을 위해 아라비아해에 정박 중이다

1991년 소비에트 연방의 붕괴로 인해 서방 공군의 규모는, 냉전 대립 구도 시에 적절했던 대규모에서 소수의 다목적 항공기를 갖추는 것으로 변하였다. 해외의 다양한 군사적 기지의 폐쇄와 미군기지 통폐합 프로그램으로 공군이 크게 줄어든 상황에서 항공 모함은 더욱 빛을 발하였는데, 특히 포클랜드 전쟁과 페르시아 만에서의 미군 작전에서 그러하였다. 정밀유도포탄의 발명으로 이제는 적절한 정찰이 이루어지면 임의의 폭격으로 큰 효과를 거둘 수 있게 되었다. 코소보에서 세르비아에 대항해 벌어진 NATO의 동맹국 작전 때와 같은 몇몇 경우에는, 공군 군사력은 육군이 목표 지역을 지배할 수 있을 것인가를 결정하는 중요한 요소이다. 그러나 대부분의 경우 제3세계를 상대로 한 전쟁은 공군 군사력 만으로는 승리할 수 없다는 군사적 규칙이 계속 적용되는 듯 하다.

### 사막의 폭풍 작전
현대 전쟁에서의 공중전의 역할은 1991년 걸프 전쟁에서 극적으로 연출되었다. 미군은 이라크 사령탑, 통신 시설, 원군에게 원거리 공중 공격을 퍼부었다. 육상 전투가 크게 벌어지기 전부터 미군은 이라크의 제공권을 거머쥐었다.
첫 공격은 페르시아만에 정박 중이던 전함의 토마호크 순항 미사일과 F-117 나이트호크 스텔스 폭격기, 그리고 레이저 유도 폭탄 과 대레이다 미사일인 AGM-88 함을 장착한 F-4 와일드 위즐 기로 이루어졌다. 이러한 공격으로 F-14 톰캣, F-15 이글, F-16 파이팅팰콘, F/A-18 호넷 등의 전투기와 폭격기는 이라크의 제공권을 획득하였으며 끊임없이 TV 및 레이저 유도 폭탄을 투하하였다. 개틀링 건과 열추적 혹은 광학 유도 AGM-65 메버릭 미사일로 무장한 A-10 썬더볼트 II 기는, 이라크의 무장군을 폭격하고 파괴하여, 미 육군의 공격을 지원하였다. AH-64 아파치와 벨 AH-1 코브라 공격 헬리콥터들은 레이저 유도 AGM-114 헬파이어 미사일과 TOW 미사일을 발사하였으며, 이 미사일들은 지상 관측자나 정찰 헬리콥터에 의해 탱크로 유도되었다. 연합군 공중 함대는 또 E-3A 공중조기경보통제기 (AWACS)와 B-52 폭격기 함대를 사용하였다..
공중 공격 부대는 2,250기 이상의 전투기로 이루어졌으며, 이 중 1,800기는 미군의 전투기였다. 한편 이라크의 전력은 500기의 소비에트제 미그-29와 프랑스제 미라쥬 F-1으로 이루어졌다. 연합군은 수만 번의 공격 임무를 수행하면서 다섯 번째 주 말까지 총 88,000 톤 이상의 폭탄을 투하하였다.

### 이라크 자유 작전

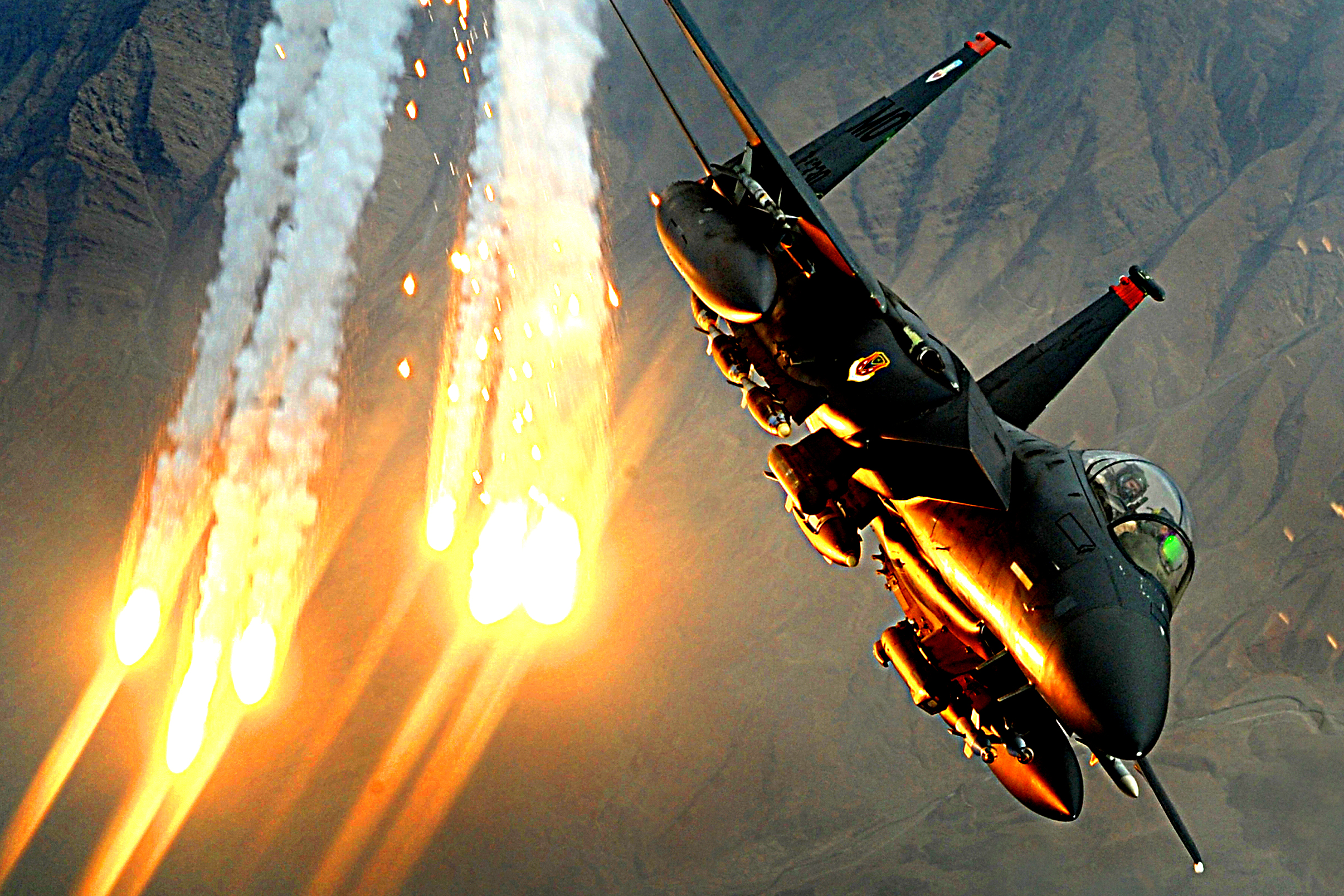
아프가니스탄의 바그람 공중 기지에 있는 제391 공중 비행대대의 F-15E 스트라이크 이글이 열추적 미끼를 발사하는 장면. 2008년 12월 15일

2003년 미군과 영국군이 사담 후세인 정권을 무너뜨리기 위해 시작한 이라크 전쟁에도, 공중전은 큰 역할을 하였다. 미-영 연합군은 3월 19일 제한적인 야간 폭격을 바그다드에 가하면서 공중 군사 작전을 시작하였다. 며칠 후, 격렬한 폭격이 시작되었다. 대략 14,000개의 돌격대가 비행하였으며, 하나 당 100만 달러가 드는 토마호크 순항 미사일 800개가 이라크의 다양한 목표 지점으로 3월 19일부터 4월 중순까지 발사되었다. 미사일 발사가 끝나가는 시점에 이미 이라크의 저항은 크게 감소한 상태였다.
이라크의 대공 무기는 고공 비행을 하던 미군의 폭격기나 B-2 스피릿 같은 스텔스 폭격기나 F-117A를 제대로 공격하지 못하였다. 미군과 영국군의 항공기는 레이다와 공중 정찰로 이라크의 대공 무기를 발견하였다. 지하 벙커에 침투하여 벙커를 파괴할 목적으로 설계된 벙커 버스터 폭탄이 이라크 사령 센터에 투하되었다. 이라크 육군 역시 빼앗긴 제공권으로 인해 미 육군에게 큰 타격을 줄 수 없었다. 2003년 4월 중순에 이르러, 미-영 연합군은 이미 이라크의 대도시와 석유 필드를 정복한 상태였다.

### 2006 레바논 전쟁
2006년 이스라엘-레바논 전쟁이 시작하던 시기에 이스라엘은 이스라엘 수상 에후드 올메르트의 말대로 헤즈볼라의 군사적 시설을 파괴하기 위해 강력한 공중 군사 작전을 펼쳤다. 이 작전은 또 납치된 군인들을 되찾는 목적도 있었다. 이 작전은 레바논의 기간 시설과 헤즈볼라의 목표물을 파괴하는 것으로 시작되었다. 이는 33일을 이어갔다. 공중전의 역사에 있어 이 전쟁의 중요성은, 이 전쟁이 공군을 사용하였음에도 목표를 달성하지 못한 첫 전쟁이라는 사실이다. 이는 1990년과 2003년의 이라크 전쟁, 그리고 1998년의 유고슬라비아 전쟁에서의 효과, 그리고 이스라엘 공군의 군사력을 고려해볼 때 놀라운 일이다. 이는 헤즈볼라가 전쟁 중에 사용한 군사 규율이 이런 타입의 전쟁에서 매우 효율적으로 작용했기 때문이다. 또 전쟁 중에 헤즈볼라의 무인 비행기가 이스라엘의 공역에 침투했다가 무사히 귀환했다는 보고도 있었다.

### 기타 전쟁
최근 벌어진 몇몇 전쟁에서도 공중전은 계속 유용하게 사용되었다. 1999년, 인도와 파키스탄은 잠시 카슈미르를 놓고 카르길 전쟁을 벌였다. 인도 공군은 미라주 2000 전투기를 사용하여 파키스탄의 육지 부대를 효과적으로 공격하였다. 카슈미르의 높은 고도를 고려할 때 공중 군사 작전 역시 주목할만하였다.

## 같이 보기
- 공군
- 공습
- 공수부대
- 전투기
- 폭격기
- 제2차 세계대전의 항공전(영어판)
  - 제2차 세계대전중의 전략 폭격(영어판)
- 도시 공중폭격(영어판)

## 참고
서적
- Boyne, Walter J. (2003). 《The Influence of Air Power upon History》. Pelican (www.pelicanpub.com). ISBN 1-58980-034-6.

- Buckley, John (1999). 《Air Power in the Age of Total War》. Indiana University Press. ISBN 0-253-33557-4.

- Collier, Basil (1974). 《A History of Air Power》. Macmillan Publishing Co., Inc.; New York.

- Cooksley, Peter G.; Bruce Robertson (1997). 《The Encyclopedia of 20th Century Conflict: Air Warfare》. Arms and Amour. ISBN 1-85409-223-5.
- Corum, James S. & Johnson, Wray R. (2003). 《Airpower in Small Wars - Fighting Insurgents and Terrorists》. Lawrence, Kansas: University Press of Kansas. ISBN 0-70061-240-8.

- Glines, Carroll V. (1963). 《Compact History of the United States Air Force》. Hawthorn Books, Inc. ; New York.

- Gross, Charles J. (2002). 《American Military Aviation: The Indispensable Arm》. Texas A&M University Press. ISBN 1-58544-215-1.

- Higham, Robin (2004). 《100 Years of Air Power & Aviation》. Texas A&M University Press. ISBN 1-58544-241-0.

- Lockee, Garette E., CAPT USN (1969년 4월). “PIRAZ”. United States Naval Institute Proceedings.
- McKay, John P.; Bennet D. Hill, and John Buckler (1996). 《A History of world societies (4th ed.)》. Houghton Mifflin Company. ISBN 0-395-75379-1.

웹
- “Peace and War: United States Foreign Policy 1931--1941”. Government Printing Office. 1983.
- "War in the Air" from Oral Histories of the First World War: Veterans 1914-1918, 캐나다 도서관
- “Warplane: Military Aviation: Key Innovations”. Thirteen/WNET New York. 2006. 2007년 11월 17일에 원본 문서에서 보존된 문서. 2007년 11월 27일에 확인함.